# 人民革命政府 (グレナダ)

グレナダ
Grenada

国歌: Hail Grenada（英語）
グレナダ万歳

人民革命政府（じんみんかくめいせいふ、英語: People's Revolutionary Government、PRG）は、かつてグレナダに存在した、革命によって樹立された社会主義政府である。

## 解説
1979年に、マルクス・レーニン主義を掲げるニュー・ジュエル運動は、グレナダ政府を革命によって打倒し、グレナダをイギリス連邦唯一の社会主義国にした後、人民革命政府樹立を宣言した。グレナダではこの革命を1979年3月13日革命、又は単に革命と呼んでいる。1983年にアメリカ合衆国はグレナダ侵攻を行い、停止されていた憲法を復活させ、政府要人も裁判で有罪判決を受けたことで、PRGは廃止された。